# ما تشول-جون
ما تشول-جون (هانغل: 마철준) هو لاعب كرة قدم كوري جنوبي في مركز ظهير ‏، ولد في 16 نوفمبر 1980 في كوريا الجنوبية. لعب مع جيجو يونايتد ونادي غويانغ زايكرو.

## وصلات خارجية
- ما تشول-جون على موقع دوري كوريا الجنوبية (الإنجليزية)
- ما تشول-جون على موقع Soccerway.com (الإنجليزية)